# Hendrik Tavenier
Hendrik Tavenier (Haarlem, 18 juli 1734 - aldaar, 8 april 1807), was een 18e-eeuws schilder, aquarellist, tekenaar, etser en behangselschilder.

## Biografie
Tavenier was een leerling in het behangselatelier van Jan Augustini in Haarlem en begon vervolgens voor zichzelf. In 1759 werd hij lid van het Haarlems Sint-Lucasgilde.
Tavenier schetste en schilderde vooral natuurlijke landschappen in aquarelverf ('sapverw') en Oost-Indische inkt. Hij tekende ook schetsen in de trend van De Moucheron (Frederik of Isaac), Pronk en diens leerling De Haen en van de landschapsschilderingen in Drenthe wordt dan ook betwijfeld of hij werkelijk ter plaatse geweest is. Tavenier stond ook bekend om zijn topografische tekeningen van Noord-Holland, alwaar zich in de archieven een groot aantal schilderijen en waterverftekeningen bevinden.

## Tekeningen van Hendrik Tavenier

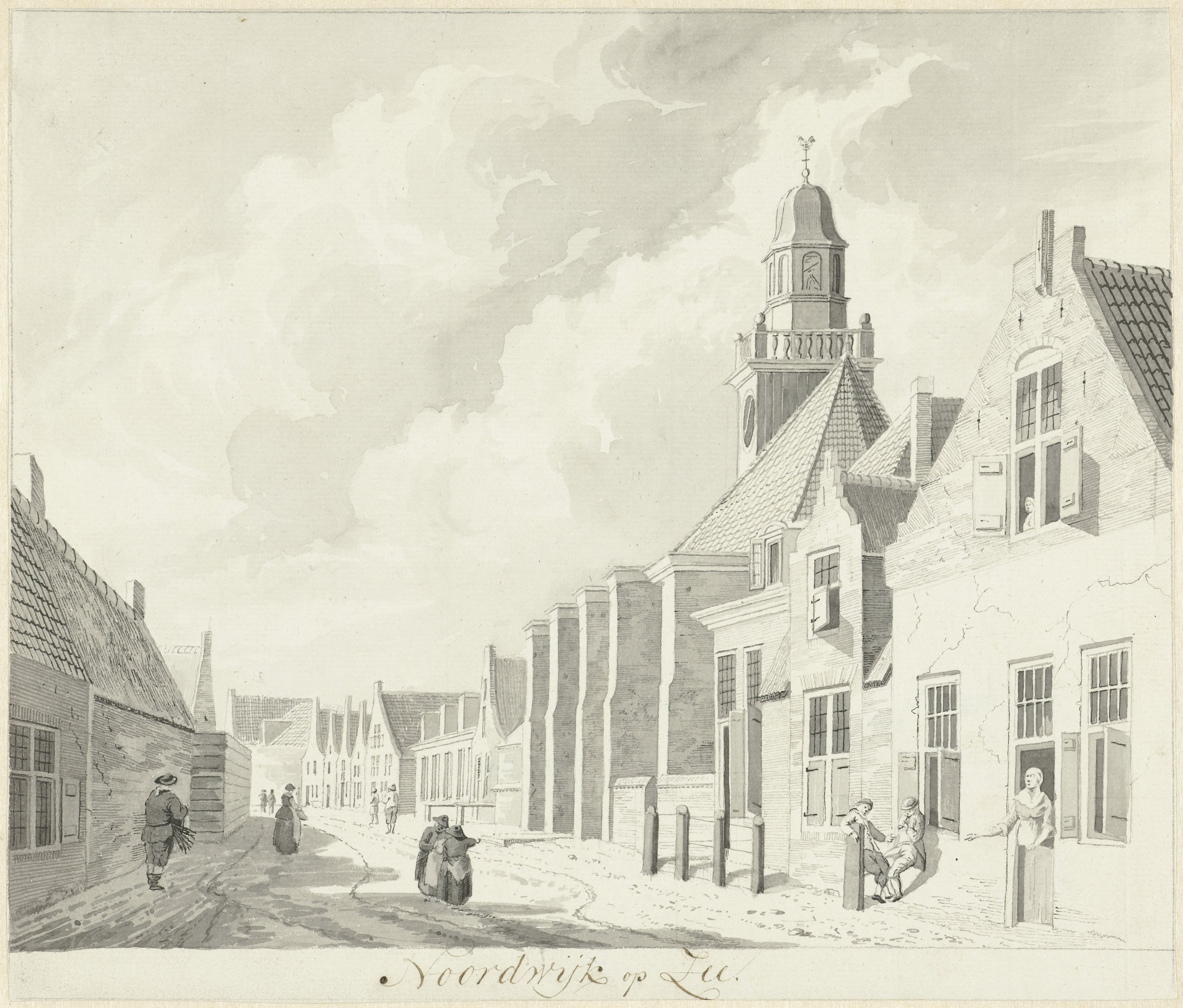
straat in Noordwijk aan Zee
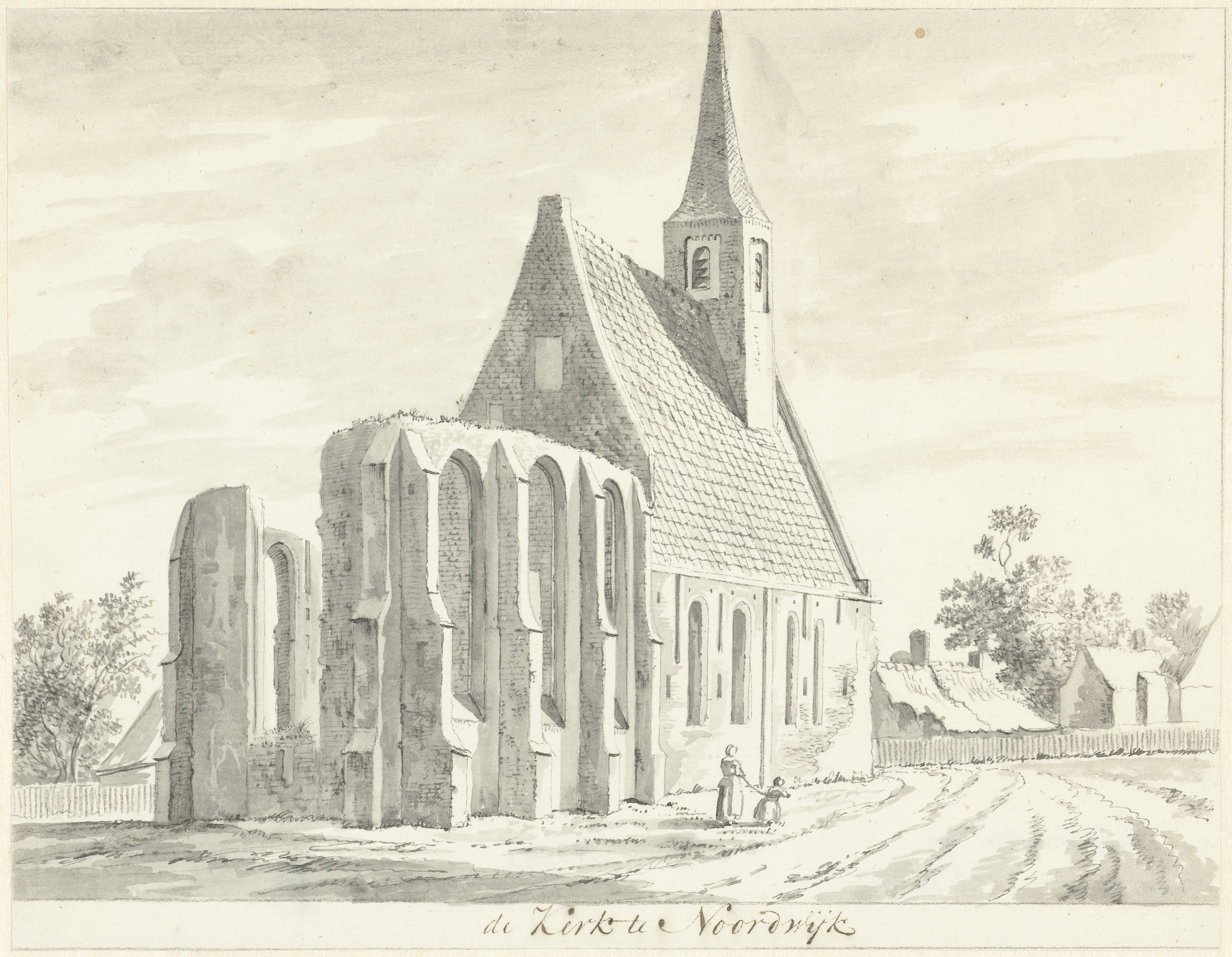
Witte Kerkje te Noordwijkerhout
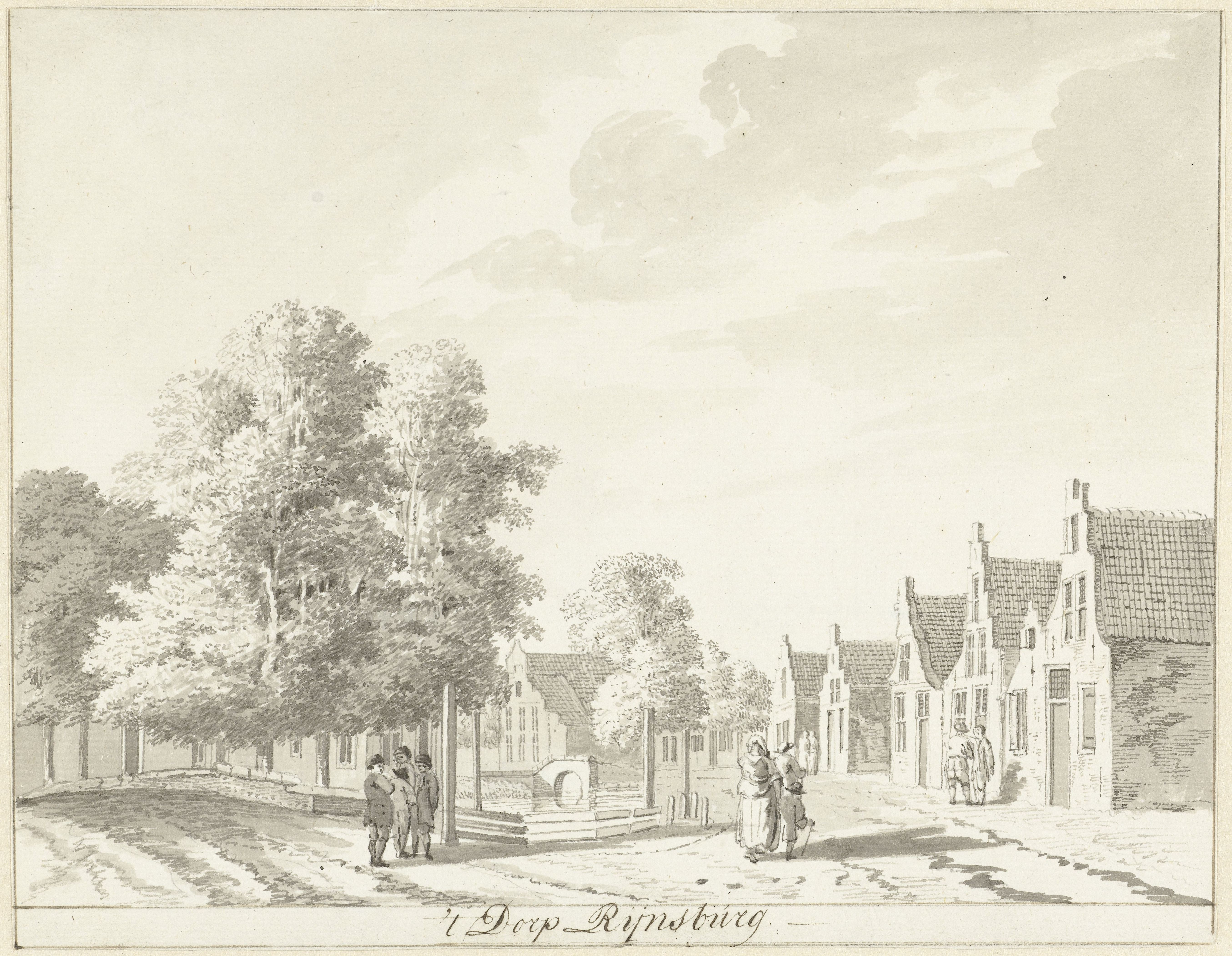
straat in Rijnsburg
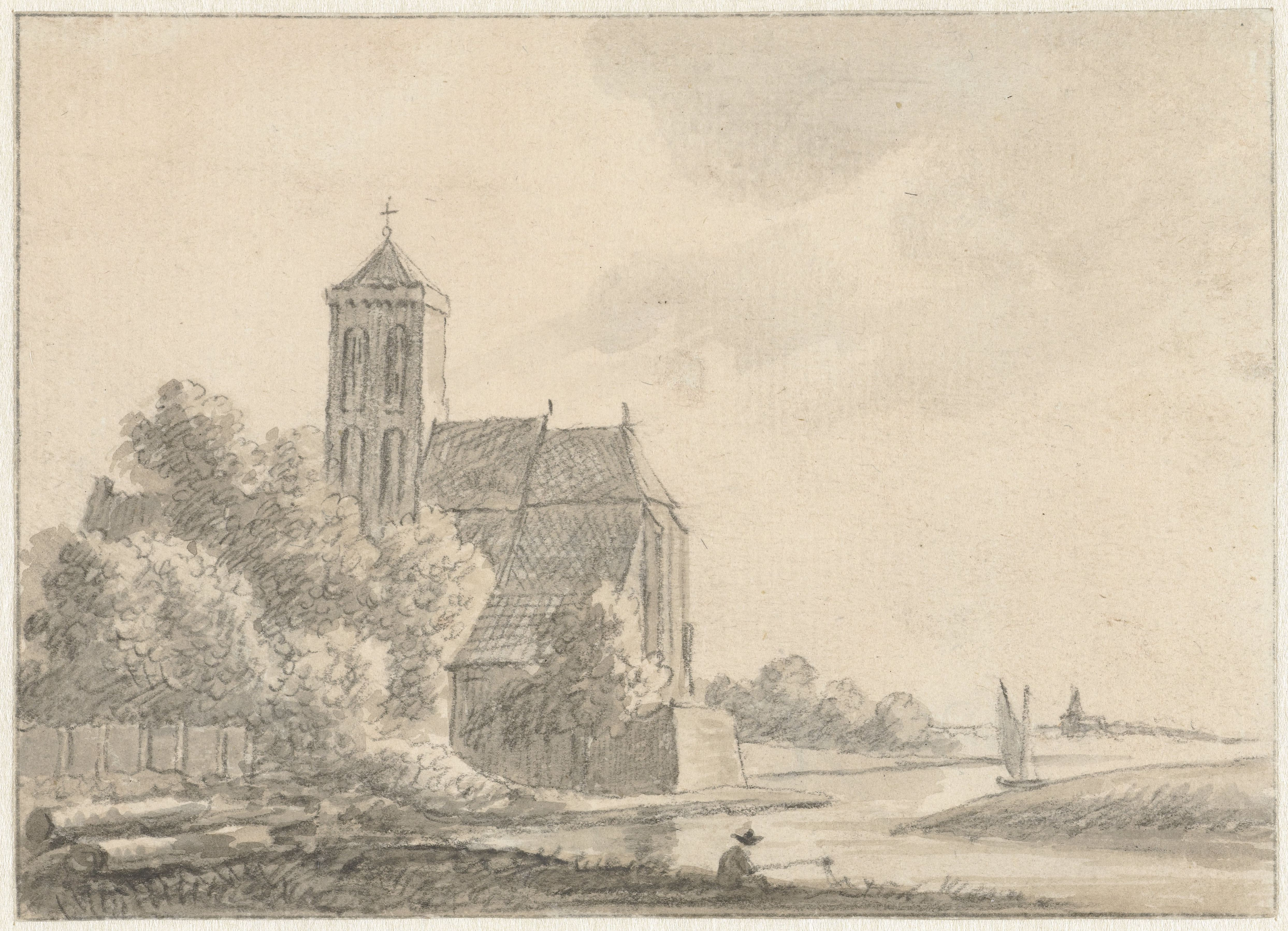
Gezicht op Cuijk
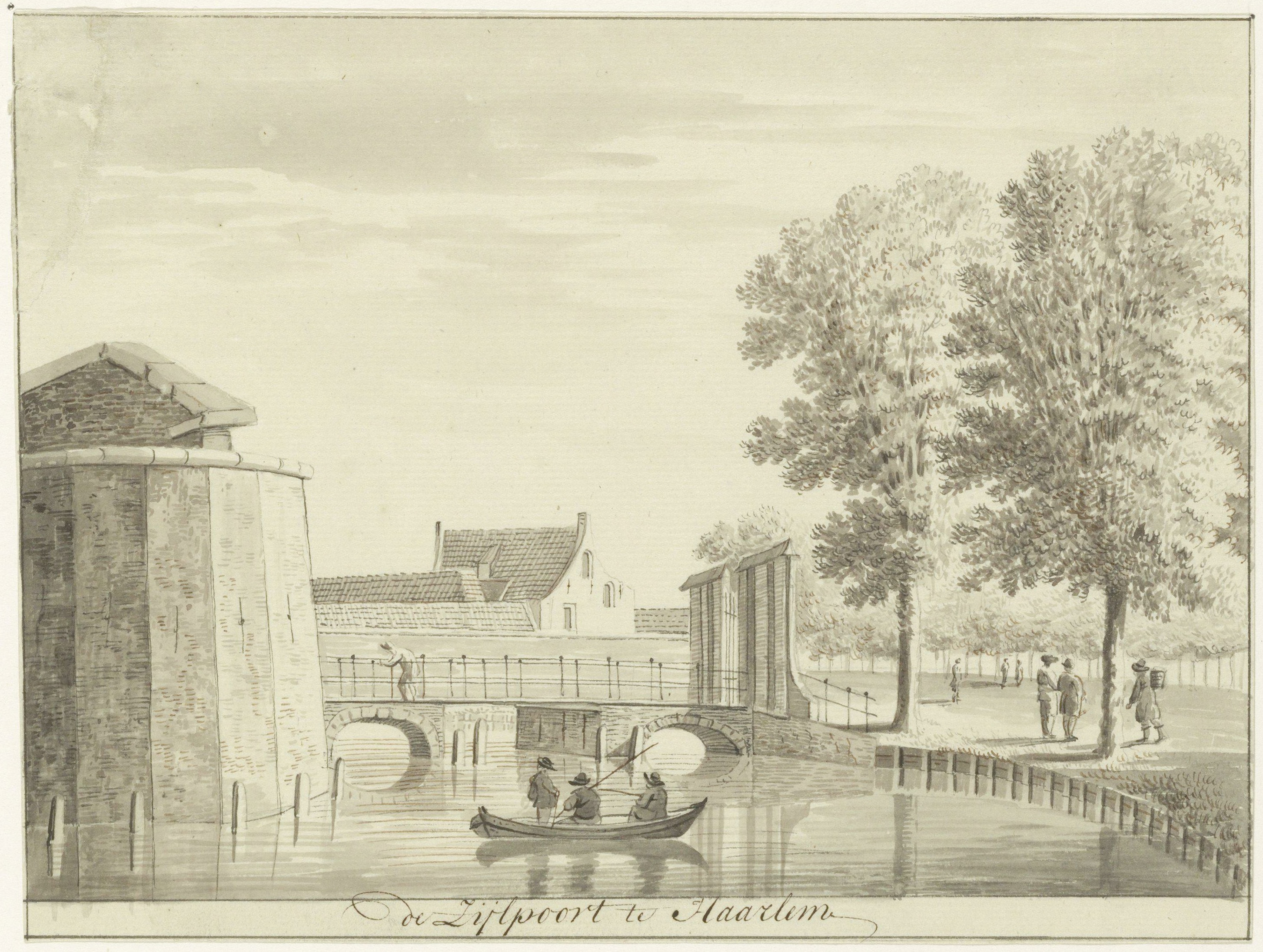
De Zijlpoort in Haarlem in 1779
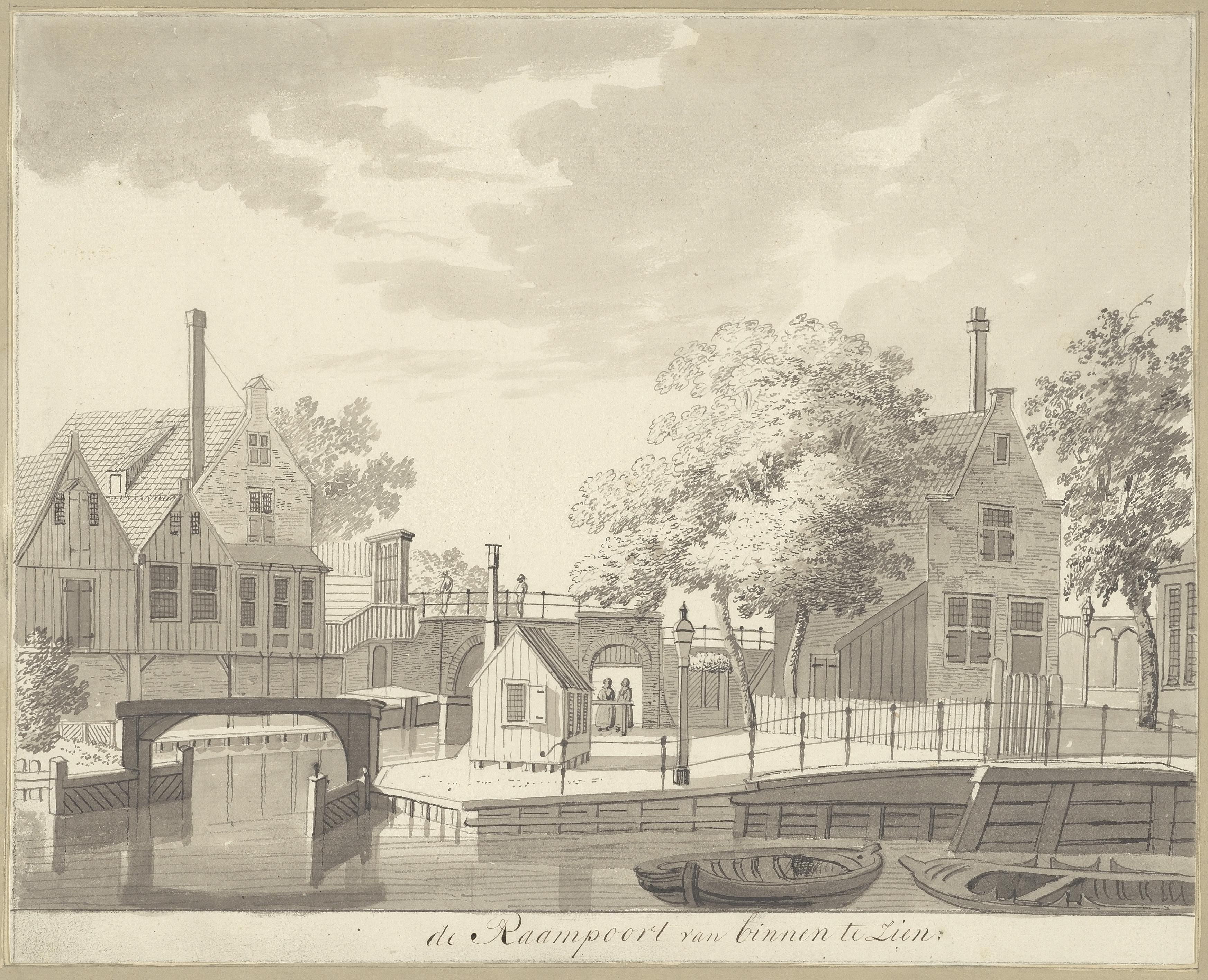
Raampoort, Amsterdam, 1784
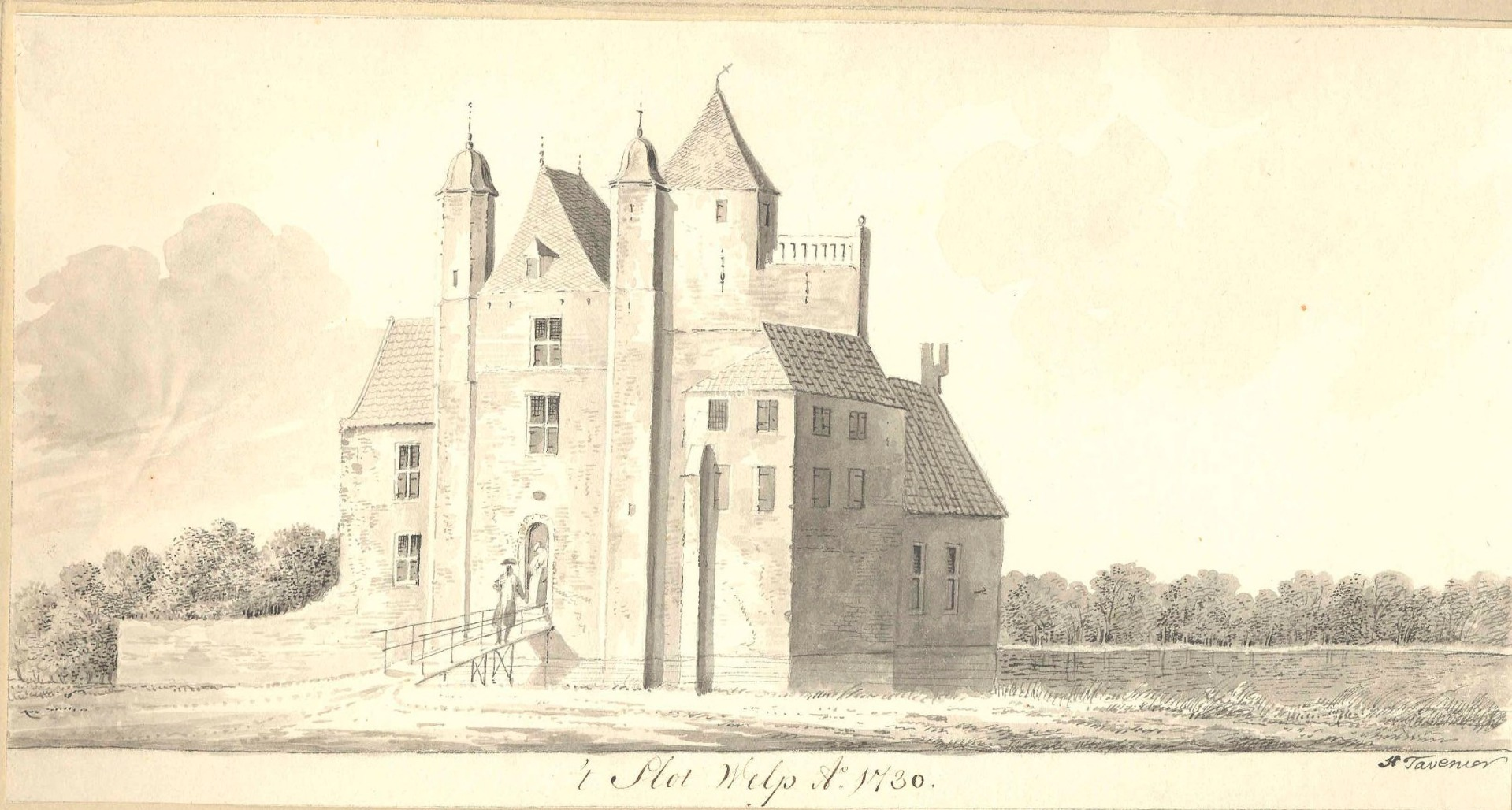
Slot Wilp ca 1930, met perspectievische fouten waardoor het kasteel Escheriaans aandoet.